# Kunguriano
| Periodo                                                                                    | Epoca               | Piano          | Età (Ma)      |
| ------------------------------------------------------------------------------------------ | ------------------- | -------------- | ------------- |
| Triassico                                                                                  | Triassico inferiore | Induano        | Più recente   |
| Permiano                                                                                   | Lopingiano          | Changhsingiano | 254,14 ± 0,07 |
| Permiano                                                                                   | Lopingiano          | Wuchiapingiano | 259,51 ± 0,21 |
| Permiano                                                                                   | Guadalupiano        | Capitaniano    | 264,28 ± 0,16 |
| Permiano                                                                                   | Guadalupiano        | Wordiano       | 266,9 ± 0,4   |
| Permiano                                                                                   | Guadalupiano        | Roadiano       | 274,4 ± 0,4   |
| Permiano                                                                                   | Cisuraliano         | Kunguriano     | 283,3 ± 0,4   |
| Permiano                                                                                   | Cisuraliano         | Artinskiano    | 290,1 ± 0,26  |
| Permiano                                                                                   | Cisuraliano         | Sakmariano     | 293,52 ± 0,17 |
| Permiano                                                                                   | Cisuraliano         | Asseliano      | 298,9 ± 0,15  |
| Carbonifero                                                                                | Pennsylvaniano      | Gzheliano      | Più antico    |
| Suddivisione del Permiano secondo la Commissione internazionale di stratigrafia dell'IUGS. |                     |                |               |

Nella scala dei tempi geologici il Kunguriano è l'ultimo dei quattro piani in cui è suddiviso il Cisuraliano, la prima delle tre epoche che costituiscono il periodo Permiano.
Il Kunguriano va da 275,6 ± 0,7 a 270,6 ± 0,7 milioni di anni fa (Ma). È preceduto dall'Artinskiano e seguito dal Roadiano, il primo piano della successiva epoca del Guadalupiano.

## Etimologia
Il piano Kunguriano fu introdotto nella letteratura scientifica da Alexander Stuckenberg nel 1890.
Il nome deriva da quello della cittadina russa di Kungur, poco lontano da Perm'.

## Definizioni stratigrafiche e GSSP
La base del piano Kunguriano è fissata alla prima comparsa nei reperti fossili dei conodonti delle specie Neostreptognathodus pnevi e Neostreptognathodus exculptus.
Il limite superiore del Kunguriano, nonché base del successivo Roadiano nell'epoca Guadalupiana, è definito dalla prima comparsa dei reperti fossili del conodonte Jinogondolella nanginkensis.
Il Kunguriano contiene tre biozone a conodonti:
- zona del Neostreptognathodus sulcoplicatus
- zona del Neostreptognathodus prayi
- zona del Neostreptognathodus pnevi

### GSSP
Al 2009 la Commissione Internazionale di Stratigrafia non ha ancora assegnato il GSSP, lo strato ufficiale di riferimento per la base del Kunguriano.